# Antonio Patriota

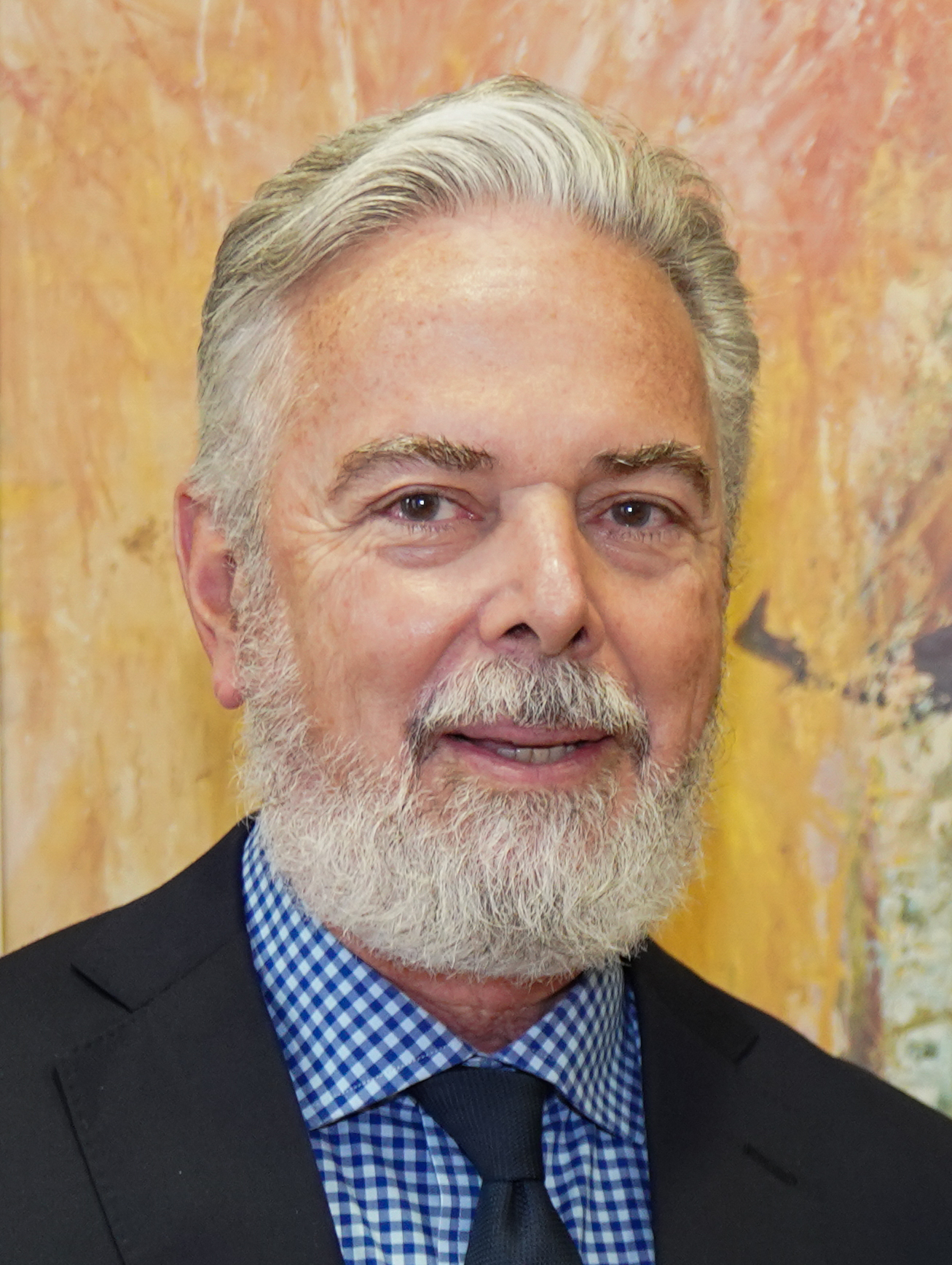
Antonio Patriota (2024)

Antonio de Aguiar Patriota (* 27. April 1954 in Rio de Janeiro) ist ein parteiloser brasilianischer Politiker. Er war vom 1. Januar 2011 bis 26. August 2013 Außenminister und wurde anschließend zum UN-Botschafter seines Landes berufen. Patriota befürwortet eine Ausweitung der Beziehungen zu Afrika und die Bemühungen um einen ständigen Sitz im Sicherheitsrat der Vereinten Nationen.
Patriota studierte Philosophie an der Universität Genf und ab dem Jahr 1979, zur Vorbereitung seiner Diplomatenlaufbahn, internationale Beziehungen am Rio Branco-Institut in Brasilien. Er hatte dort die besten akademischen Leistungen unter allen Schülern seiner Klasse.
Bevor er Außenminister wurde, war er u. a. im Jahre 2004 Staatssekretär für diplomatische Planung, Kabinettschef von Celso Amorim, von 2005 bis 2007 Unterstaatssekretär für politische Angelegenheiten und von 2007 bis 2008 Botschafter Brasiliens in Washington. Von 2009 bis 2010 war er Generalsekretär für auswärtige Angelegenheiten in der Regierung Lula da Silva.
Antonio Patriota ist mit Tania Cooper Patriota, Vertreterin des UN-Bevölkerungsfonds für Kolumbien und Venezuela, verheiratet. Er hat zwei Söhne, Michael und Thomas.
Weil er dem bolivianischen Oppositionspolitiker Roger Pinto zur Flucht aus Bolivien verhalf, musste Patriota 2013 wegen Fluchthilfe von seinem Amt als Außenminister zurücktreten.